# دهستان استرآباد جنوبی
استرآباد جنوبی دهستانی از توابع بخش مرکزی شهرستان گرگان در استان گلستان ایران است.
اکثریت ساکنان این دهستان به زبان طبری و فارسی سخن می گویند.

## جمعیت
جمعیت این دهستان براساس سرشماری سال ۱۳۸۵جمعیت آن ۲۹٬۲۱۶ نفر (۷٬۳۲۶ خانوار) بوده‌است.